# Bisdom Amravati
Het bisdom Amravati (Latijn: Dioecesis Amravatensis) is een rooms-katholiek bisdom met als zetel Amravati, in India. Het bisdom is suffragaan aan het aartsbisdom Nagpur. 

## Geschiedenis
Het bisdom werd opgericht op 8 mei 1955, uit delen van het aartsbisdom Nagpur.

## Parochies
Het bisdom had in 2022 een oppervlakte van 46.090 km2 en telde 11.259.000 inwoners waarvan 0,1% rooms-katholiek was.

## Bisschoppen
- Joseph Albert Rosario (8 mei 1955 - 1 april 1995)
- Edwin Colaço (1 april 1995 - 20 oktober 2006 )
- Lourdunada Daniel (8 juni 2007 - 11 november 2010)
- Elias Joseph Gonsalves (11 juli 2012 - 3 december 2018; apostolisch administrator: 3 december 2018 - 30 november 2023)
- Malcolm Sequeira (30 november 2023 - heden)

## Galerij van afbeeldingen

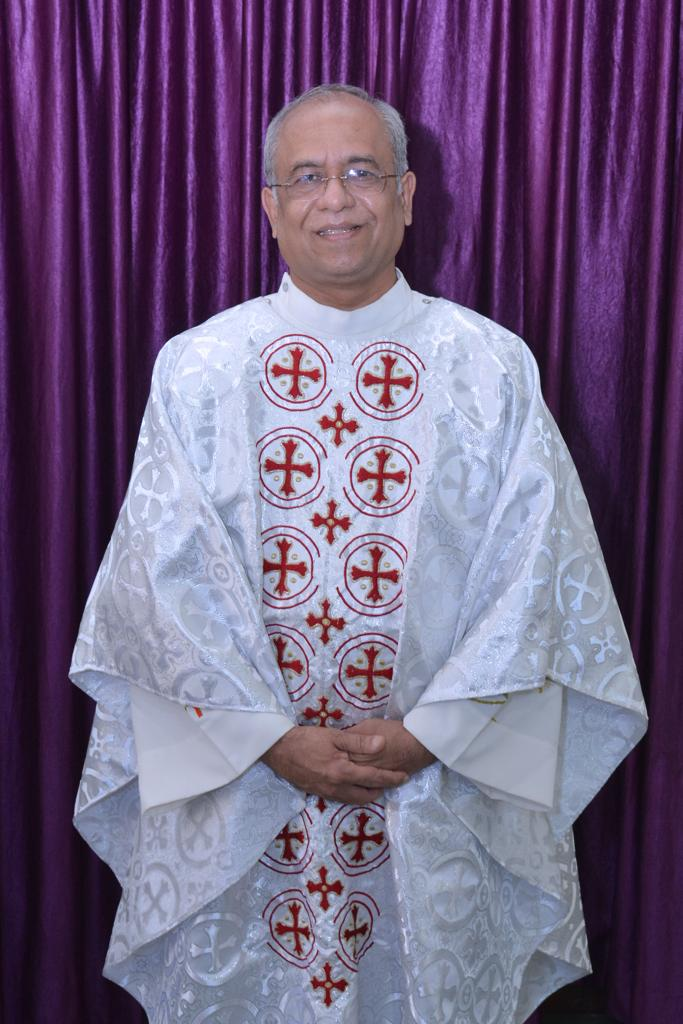
Bisschop Malcolm Sequeira (2023-heden)

Nagpur (aartsbisdom) · Amravati · Aurangabad · Chanda (Syro-Malabar)